# Partidul Comunist al Uniunii Sovietice
Partidul Comunist al Uniunii Sovietice (în rusă: Коммунисти́ческая  Па́ртия Сове́тского Сою́за = КПСС) a fost numele folosit de succesorii facțiunii bolșevice a Partidului Social Democrat al Muncitorilor din Rusia din 1952 până în 1991. Denumirea de Partid Comunist a fost prezentă în numele partidului încă din 1918, atunci când bolșevicii au devenit Partidul Comunist al Întregii Rusii (bolșevicii). În 1925 partidul a devenit Partidul Comunist al Întregii Uniuni (bolșevicii)  (Всесоюзная коммунистическая партия (большевиков), ВКП(б)). În 1934 a devenit Partidul Comunist (bolșevic) al Uniunii Sovietice (PC(b)US). În cele din urmă, în 1952, el a devenit Partidul Comunist al Uniunii Sovietice sau, mai simplu, PCUS.  
Acest articol urmărește istoria partidului din 1918 până la dizolvarea sa din 1991.
Pentru informații despre partidul dinainte de 1918, vezi articolele: Bolșevic și Menșevic.
Odată ce s-a format Internaționala a treia sau Cominternul în 1919, structura marxist-leninistă centralist democratică a PCUS-ului a fost copiată de alți membri ai Cominternului, ceea ce a dus la formarea de partide comuniste în întreaga lume.
Pentru cea mai mare parte a istoriei Rusiei Sovietice și a Uniunii Sovietice, Partidul Comunist a fost nelipsit de la guvernare și a fost singurul partid politic tolerat de guvern și de forțele lui de securitate.  Ca o consecință, istoria URSS-ului și a PCUS-ului se întrepătrund și se suprapun. Pentru cei interesați de istoria PCUS-ului este util să consulte seria de articole "Istoria Rusiei".

## Structura

### PCUS-ul
În 1919 a fost creat un Birou Politic, care a avut inițial cinci membri, având ca sarcină conducerea treburilor zilnice ale partidului. La început, cea mai înaltă instanță a Partidului era Comitetul Central. Primii membri plini ai Politburo au fost: Lenin, Troțki, Kamenev, Stalin și Krestinski cu trei membri supleanți: Buharin, Zinoviev și Kalinin. De-a lungul celui de-al treilea deceniu, s-au ținut  congrese ale partidului aproape în fiecare an.
Cea mai înaltă instanță conducătoare a PCUS-ului era Congresul Partidului, care la început se țineau anual pentru ca apoi să devină mai rare, în special pe vremea lui Stalin. Congresul Partidului alegea Comitetul Central care, la rândul lui, alegea Prezidiul – Biroul Politic. Sub Stalin, cea mai importantă poziție din partid a devenit cea de Secretar General care era ales de Politburo. În 1952, titulatura de  Secretar General a devenit Prim Secretar iar Politburo a devenit Prezidiu, asta până și-au recăpătat numele în timpul lui Brejnev, în 1966.
În teorie, puterea supremă aparținea Congresului Partidului dar, în practică, structura de putere era inversă și, după moartea lui Lenin, puterea supremă a fost concentrată în mâinile Secretarului General. 
La nivelurile de jos, conducerea partidului era asigurată de Comitetele de Partid, partkom (партком). Un partkom era condus de secretar al partkomului (секретарь парткома). La intreprinderi, colhozuri, instituții, etc, comitetele erau denumite "partkom". La nivele mai înalte, comitetele aveau nume abreviate precum: raikom (райком) la nivelul de raion, obkom (обком) la nivelul de  oblastie (regiune) (cunoscute mai înainte ca gubkom (губком) pentru gubernii), gorkom (горком) la nivel de oraș, etc.
La nivelurile de jos ale partidului se aflau organizațiile de bază (первичная партийная организация) sau celulele de partid (партийная ячейка). Erau create în interiorul oricărei organizații de orice fel unde erau cel puțin trei comuniști. Conducerea celulei era denumită biroul partidului (партийное бюро, партбюро). Un birou de partid era condus de un secretar de birou ales (секретарь партбюро).
La celulele de partid mai mici, secretarii erau de regulă angajații uzinei/spitalului/școlii corespondente. Organizațiile suficient de mari erau conduse de secretari cu scoatere din producție (освобожденный секретарь), care-și primeau salariul din fondurile partidului. 

### Calitatea de membru

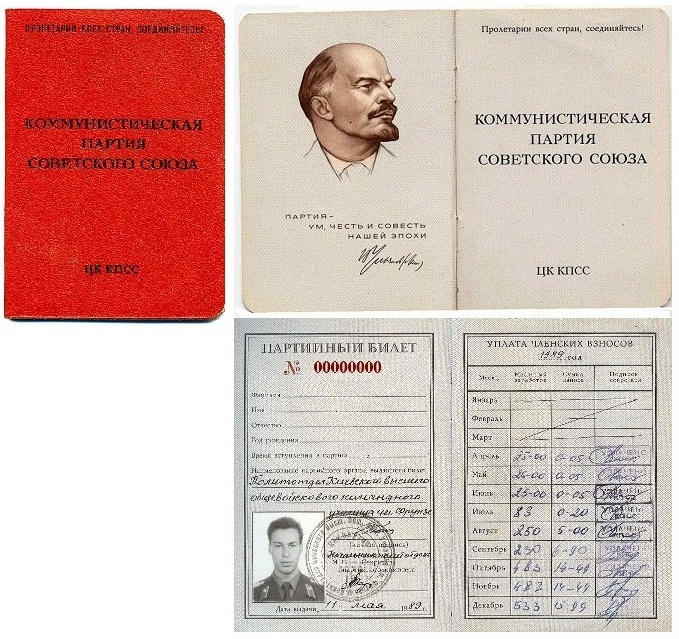
Carnet de partid (1989)

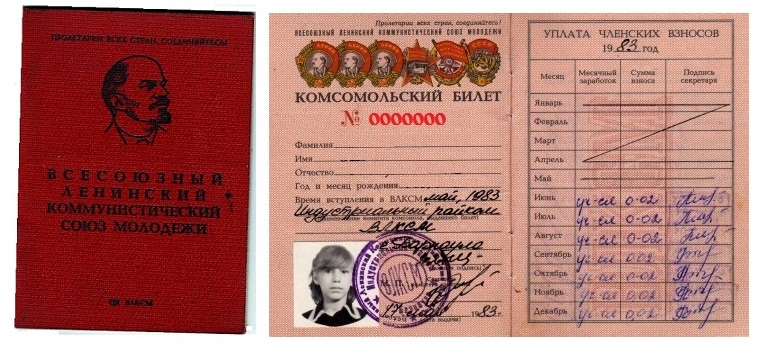
Carnet de Comsomol (1983)

Calitatea de membru de partid a devenit până la urmă un privilegiu, cu posibilitatea de a accede în elita societății sovietice, nomenclatura. Membrii nomenclaturii se bucurau de privilegii speciale: accesul la magazinele cu circuit închis, la stațiunile de odihnă și la dacea (vilele de protocol), se bucurau de repartizarea preferențială de apartamente, le era permis să călătorească peste hotare, puteau să-și trimită copii la cele mai bune școli și puteau obține cele mai bune slujbe pentru ei. Era practic imposibil să ajungi în elita conducătoare a Uniunii Sovietice fără a fi membru al Partidului Comunist.
Calitatea de membru își avea riscurile ei, în mod special pe vremea epurărilor lui Stalin. Calitatea de membru al partidului nu era accesibilă oricui. Pentru a deveni membru de partid, candidatul  trebuia să obțin aprobarea diverselor comitete, iar trecutul fiecărui candidat era cercetat cu atenție. Cum noile generații creșteau fără să știe altceva decât viața în URSS, calitatea de membru era în general obținută după ce se parcurgeau anumite stagii obligatorii. Copilul erau încadrat în mișcarea de pionieri, la vârsta de 14 ani intra în Komsomol (Organizația Tineretului Comunist) și la sfârșit, ca adult, dacă acesta arătase că aderă la disciplina de partid (sau dacă avea relațiile potrivite) putea deveni membru de partid.
Atunci când bolșevicii au redenumit partidul drept Partidul Comunist al Întregii Rusii erau aproximativ 200.000 de membri. Pe vremea lui Stalin, partidul s-a angajat într-o amplă campanie de recrutări de noi membri, atât din zona rurală, cât și din orașe. Această acțiune avea ca scop atât "proletarizarea" partidului, cât și încercarea lui Stalin să-și întărească baza de susținere, prin depășirea numerică a veteranilor bolșevici și prin reducerea influenței lor în partid. 
Până în 1933, partidul avea aproximativ 3,5 milioane de membri dar, ca un rezultat al epurărilor, numărul lor a scăzut la 1,9 milioane până în 1939. În 1986, Partidul Comunist avea peste 19 milioane de membri, aproximativ 10% din populația adultă a URSS-ului. Peste 44% dintre membrii partidului erau clasificați muncitori și 12% țărani colhoznici. Partidul Comunist al Uniunii Sovietice avea organizații naționale în 14 dintre cele 15 republici ale URSS-ului. În RSSF Rusă nu exista un partid separat, afacerile de partid fiind conduse direct de PCUS.
Numărul de comuniști raportat la populație după republici la frontiera dintre deceniile 7 și 8 era după cum urmează: Rusia – 7,2%, Ucraina – 5,35%, RSSM – 3,43%, Tadjikistan – 2,8%; URSS – 5,934%.

## Istoria
Articol principal: Istoria Partidului Comunist al Uniunii Sovietice
Cu unele excepții, politica Partidului Comunist al Uniunii Sovietice era dictată de Secretarul General. Istoria Partidului Comunist al Uniunii Sovietice, după moartea lui Lenin, poate fi divizată în epocile lui: Stalin, Hrușciov, Brejnev și Gorbaciov.

## Sfârșitul conducerii comuniste
Probabilitatea tot mai mare a disoluției URSS a condus elementele conservatoare ale PCUS-ului să lanseze lovitura de stat din august 1991, când Gorbaciov a fost înlăturat temporar de la putere. Pe 19 august 1991, cu o zi înainte de semnarea noului Tratat Unional care dădea o mult mai multă libertate republicilor, un grup care s-a autointitulat Comitetul pentru Starea de Urgență a luat în mâini puterea în Moscova, declarând că Gorbaciov este bolnav și de aceea eliberându-l din funcție. Vicepreședintele Ghenadi Ianaiev a fost numit ca președinte în funcție. Comitetul din opt membri includea pe președintele KGB-ului, Vladimir Kriucikov, ministru de interne, Boris Pugo, ministrul apărării, Dmitrii Iazov și primul-ministru, Valentin Pavlov. Lovitura de stat a fost învinsă datorită marilor demonstrații populare ca și eforturilor lui Boris Elțîn, care a devenit astfel adevăratul om al zilei. Gorbaciov s-a reîntors la Moscova ca președinte, dar a demisionat din funcția de Secretar General și și-a luat angajamentul să curețe partidul de conservatori. Elțîn a interzis formal Partidul Comunist în Rusia. KGB-ul a fost dizolvat ca și alte agenții și organizații ale partidului. Acțiunile lui Elțîn au fost declarate mai apoi neconstituționale, dar în acel moment URSS-ul încetase să mai existe. 
După colapsul Uniunii Sovietice, rușii care aderaseră la tradițiile Partidului Comunist, în mod particular așa cum existase acesta înainte de Gorbaciov, s-au reunit în Partidul Comunist al Federației Ruse.

## Articole înrudite
- Organizarea Partidului Comunist al Uniunii Sovietice
- Academia de Științe sociale de pe lingă C.C. al P.C.U.S.-ului
- Partid comunist
- Listă a socialiștilor
- Gaina Alex: Oameni de artă din RSSM - membri PCUS
- Fizicieni, matematicieni, astronomi- membri ai Partidului Comunist(ГОСТИННАЯ: форум: ГЛОБАЛЬНАЯ ДЕМОКРАТИЧЕСКАЯ ВОЛНА: Gaina Alex: Fiziki, matematiki,...]
- Partidul Comunist al Moldovei